# Добрава (Ізола)
Добрава (словен. Dobrava) — поселення в общині Ізола, Регіон Обално-крашка, Словенія. Висота над рівнем моря: 89 м.